# Коренёвка (Хойникский район)
Коренёвка (бел. Каранёўка) — деревня в Алексичском сельсовете Хойникского района Гомельской области Беларуси.

## География

### Расположение
В 20 км на северо-запад от районного центра и железнодорожной станции Хойники (на ветке Василевичи — Хойники от линии Гомель — Калинковичи), в 123 км от Гомеля.

### Гидрография
На востоке, юге и севере мелиоративные каналы, соединённые с рекой Припять (приток реки Днепр).

## Транспортная сеть
Транспортные связи по просёлочной, а затем автодороге Хойники — Мозырь. Планировка состоит из короткой прямолинейной меридиональной улицы. Застройка односторонняя, деревянная, усадебного типа.

## История
Согласно письменным источникам известна с XIX века как селение в Юровичской волости Речицкого уезда Минской губернии. В 1879 году упоминается в числе селений Алексичского церковного прихода.
В 1931 году жители вступили в колхоз. Во время Великой Отечественной войны в июне 1943 года оккупанты полностью сожгли деревню и убили 2 жителей. 10 жителей погибли на фронте. Согласно переписи 1959 года в составе колхоза «Ленинский Путь» (центр — деревня Глинище).

## Население

### Численность
- 2021 год - 4 хозяйства, 5 жителей

### Динамика
- 1897 год — 17 дворов 95 жителей (согласно переписи)
- 1930 год — 36 дворов, 175 жителей
- 1959 год — 116 жителей (согласно переписи)
- 2004 год — 8 хозяйств, 11 жителей
- 2021 год —  4 хозяйства, 5 жителей